# Oltenești
Olteneşti é uma comuna romena localizada no distrito de Vaslui, na região de Moldávia. A comuna possui uma área de 82.20 km² e sua população era de 2905 habitantes segundo o censo de 2007.